# 香港仔市政大廈

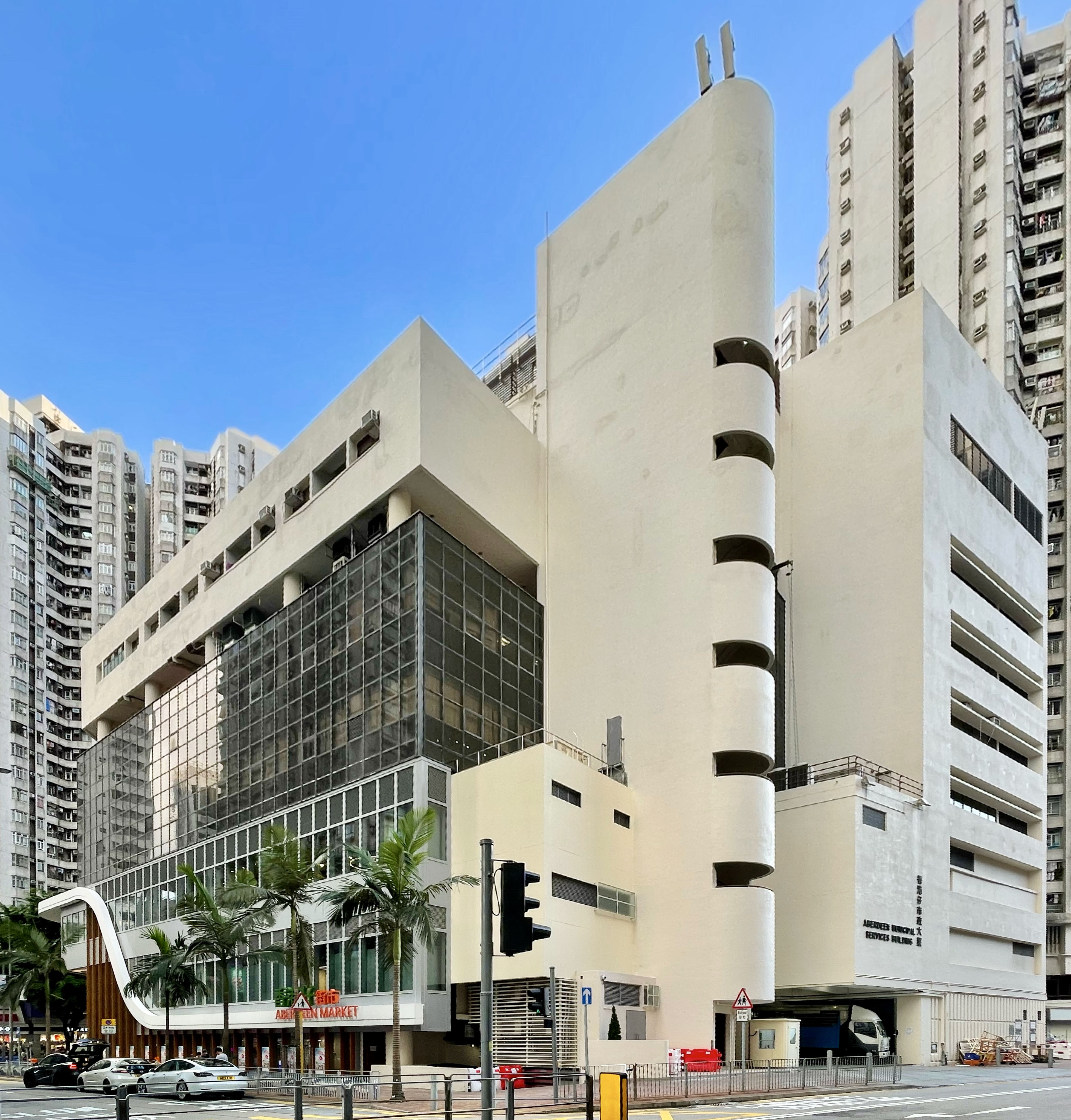
翻新後的香港仔市政大廈

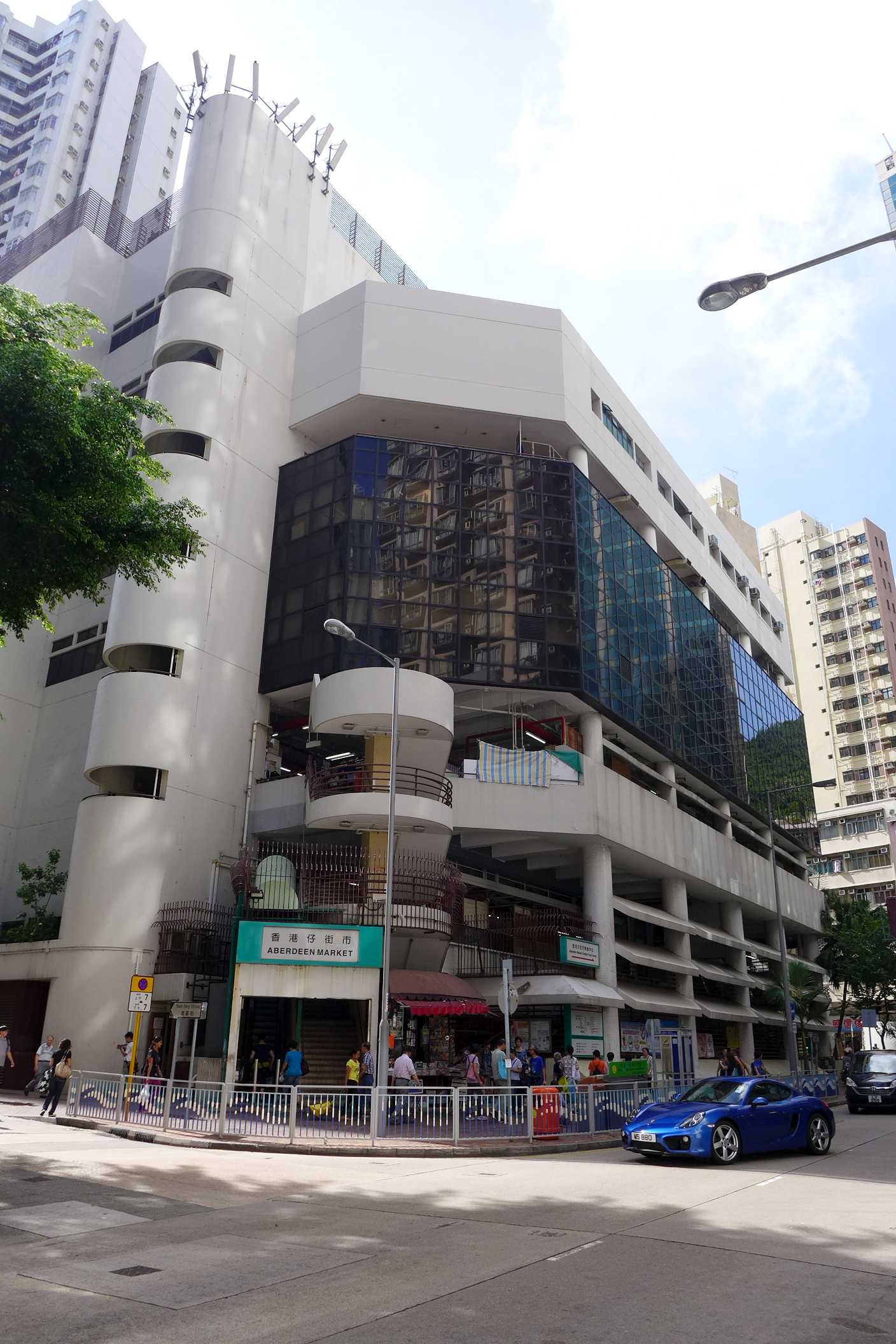
翻新前的香港仔市政大廈（成都道入口）

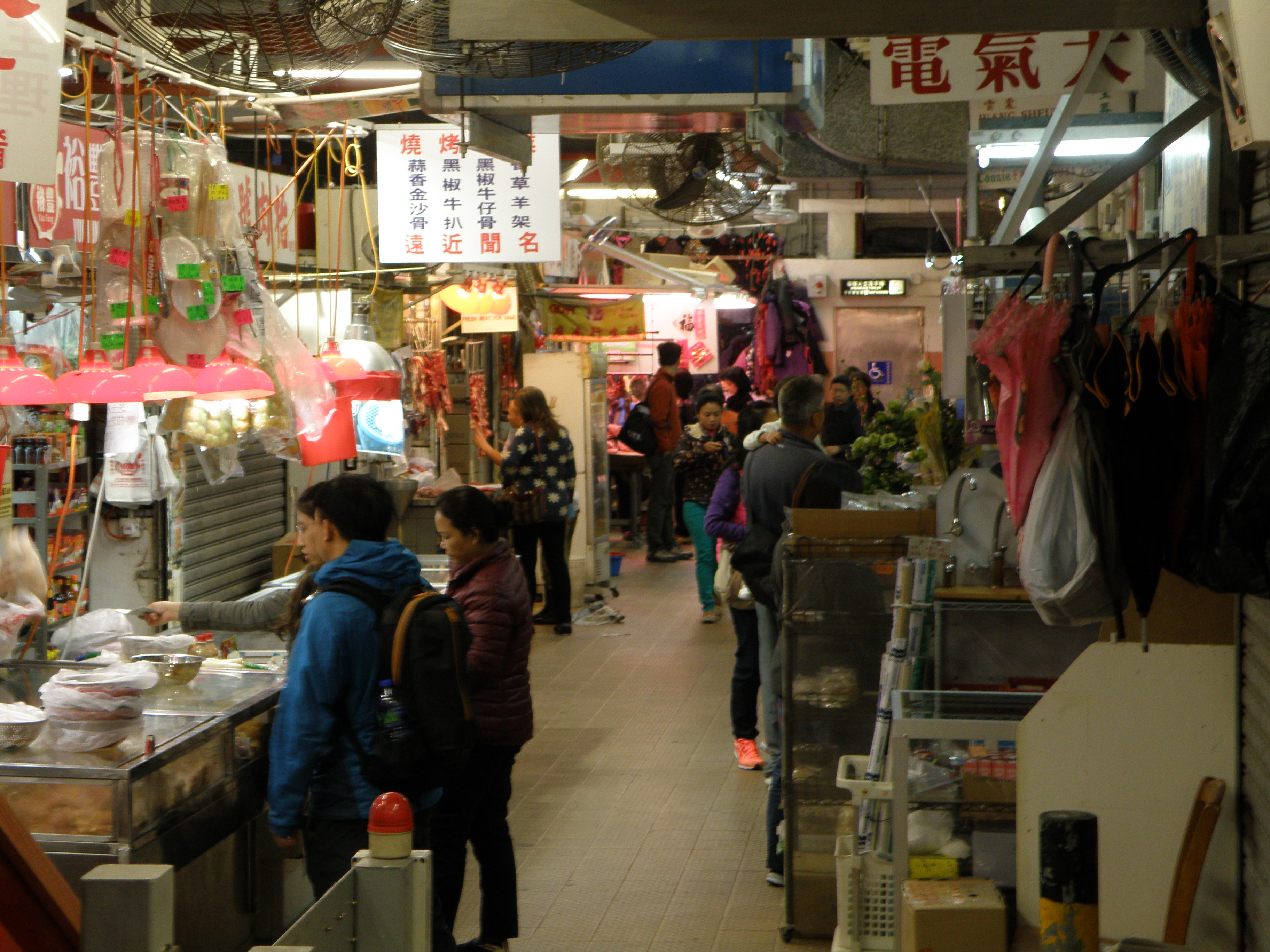
香港仔街市

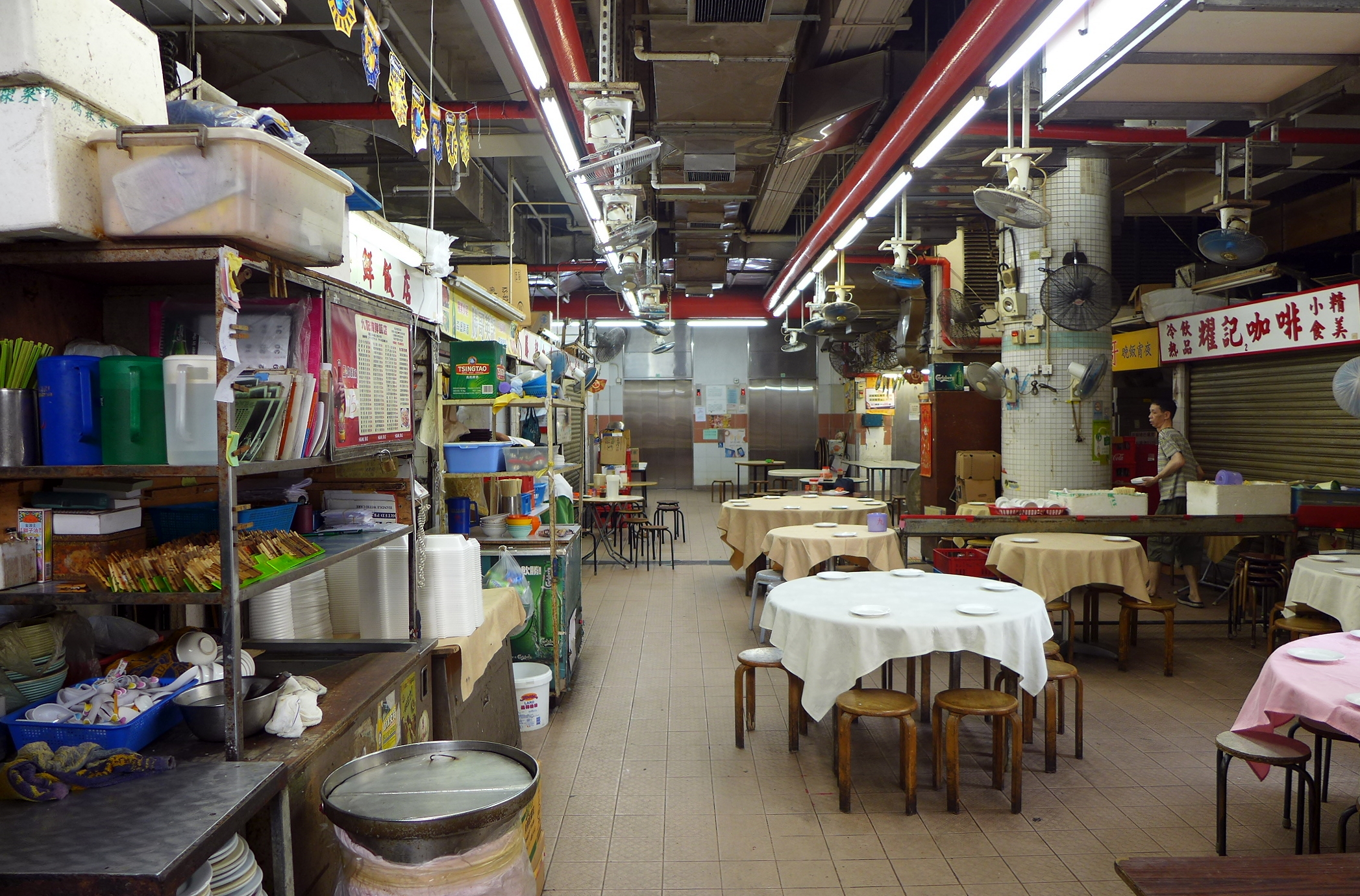
香港仔街市熟食中心設於2樓

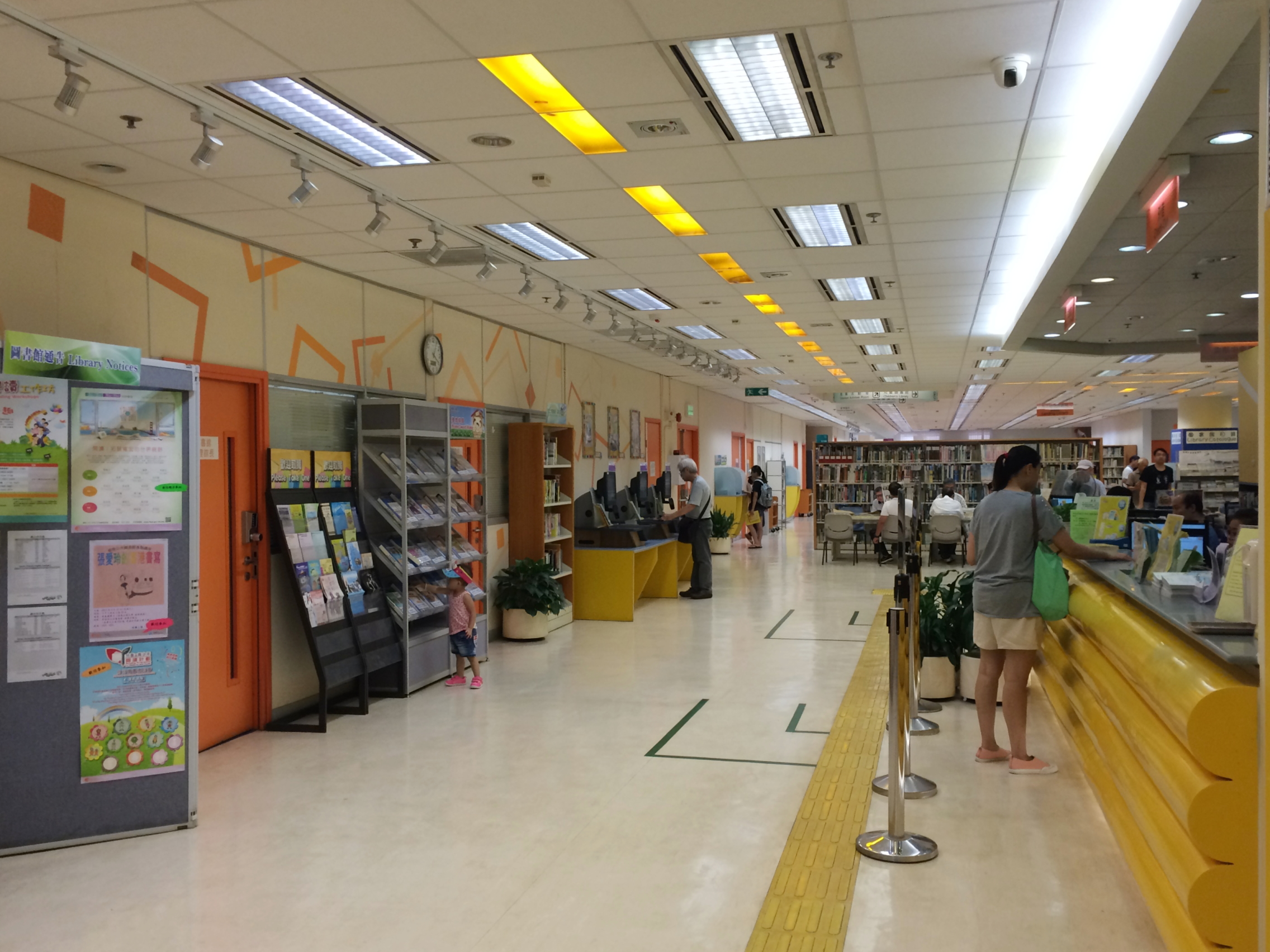
3樓為香港仔公共圖書館

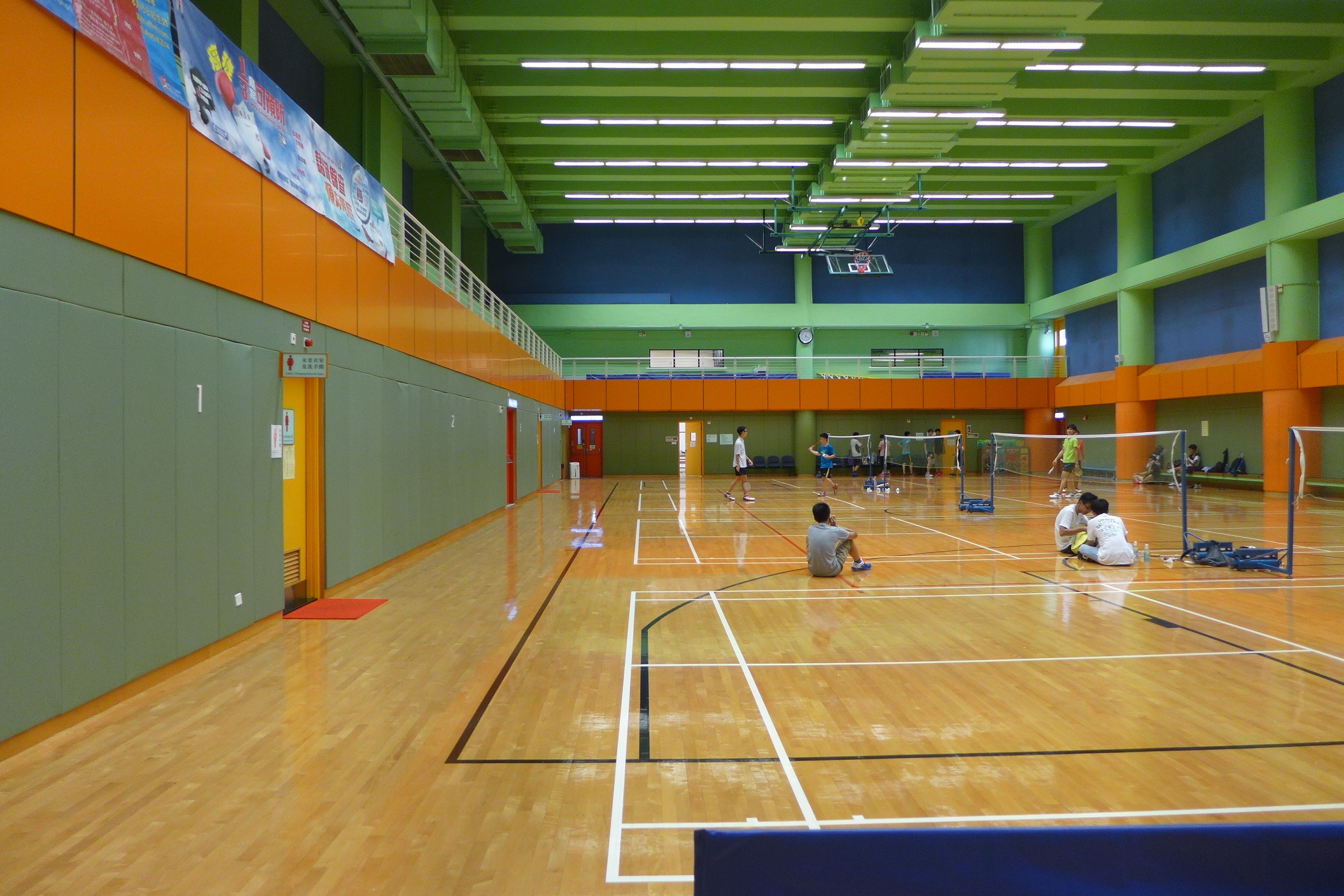
香港仔體育館多用途主場設於6樓

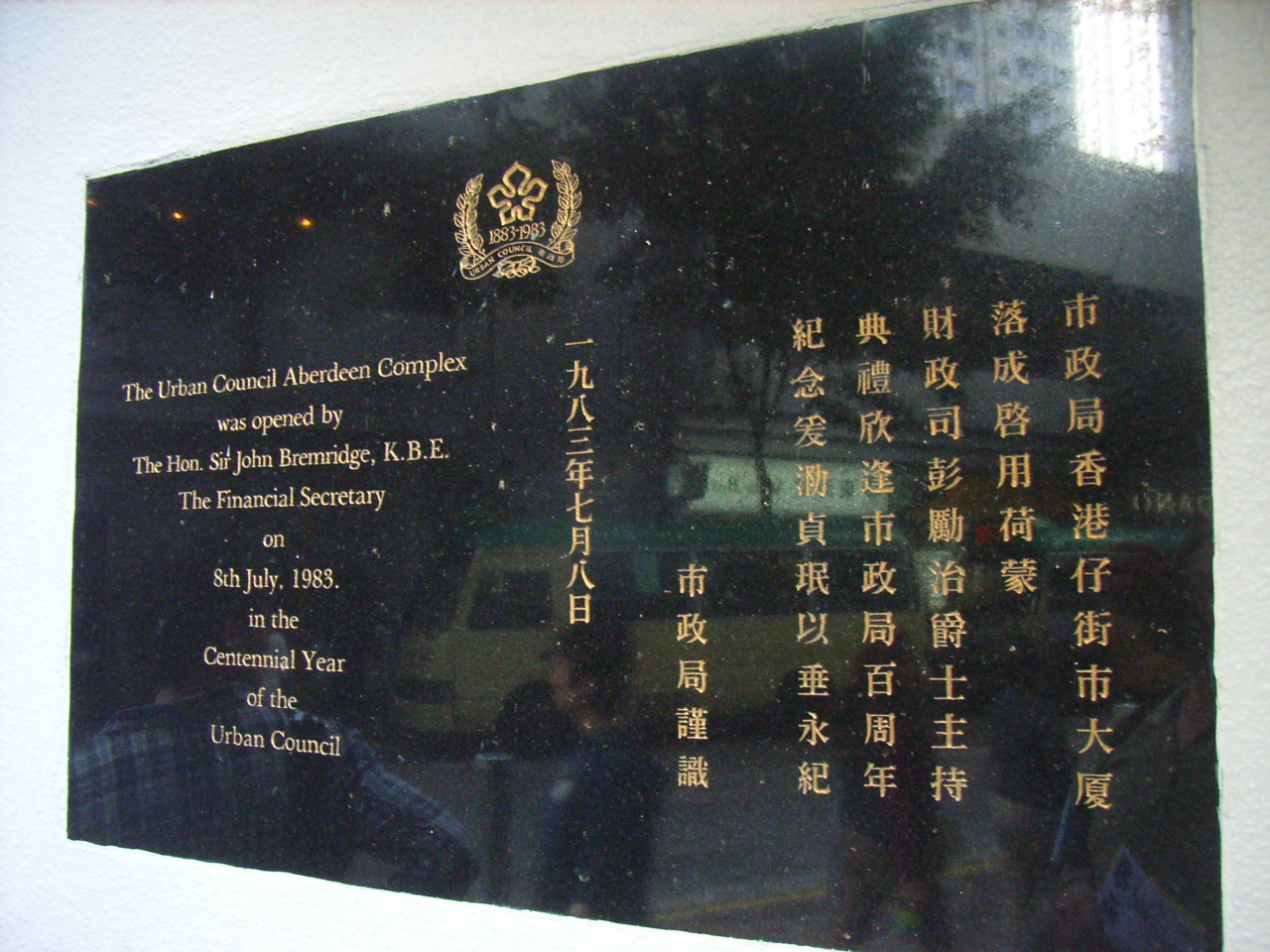
市政局香港仔市政大廈奠基石，
由時任財政司彭勵治爵士主持開幕典禮

香港仔市政大廈（英語：Aberdeen Municipal Services Building）是香港南區香港仔的一座多用途的市政大樓，由伍振民建築師事務所設計。大樓樓高6層，附設街市、熟食中心、公共圖書館、政府辦公室及體育館等設施。其地址為香港仔大道203號，實際位置為南寧街、成都道、香港仔大道交界。其毗鄰香港仔主要商場（利港商場、珍寶商場、ac等），為香港仔心臟地帶。
大廈曾獲得1983年度香港建築師協會建築設計優異獎。
該大廈原名為市政局香港仔市政大廈（UC Aberdeen Complex）。市政局解散後，大樓名稱除去「市政局」以及 "UC" 一詞；其後英文名稱再改為，中文名稱則維持不變。

## 歷史
香港仔市政大廈於1983年3月落成啟用，並由時任財政司彭勵治於7月8日正式揭幕，由市政局耗資4,115萬港元興建，為香港首座新式市政大廈。
1974年5月7日，位於香港仔大道52至64號的市政局香港仔圖書館啟用。香港仔街坊福利會主席方樹泉及市政局圖書館委員會主席葉錫恩於當天出席開幕儀式。1978年7月，該圖書館停止運作，改由流動圖書館代替。1982年的報導表示香港仔將興建新的街市大廈，當中包括一間公共圖書館。1983年5月10日，香港仔公共圖書館遷入香港仔市政大廈，原本服務該區的流動圖書車則調派到石澳區。2005年展開翻新工程。

## 設施
市政大廈擁有多種設施，從其英文名稱可見一班：
| 樓層                   | 設施                                                                                       | 管理部門      |
| ---------------------- | ------------------------------------------------------------------------------------------ | ------------- |
| B/F-1/F（地庫 - 一樓） | 香港仔街市                                                                                 | 食環署        |
| 2/F（二樓）            | 香港仔街市熟食中心                                                                         | 食環署        |
| 3/F（三樓）            | 香港仔公共圖書館                                                                           | 康文署        |
| 4/F（四樓）            | 康文署南區康樂事務辦事處及食環署南區環境衛生辦事處辦公室                                   | 康文署/食環署 |
| 5/F（五樓）            | 香港仔體育館（兒童遊戲室、健身室、多用途大活動室、壁球室、大舞蹈室、小舞蹈室、自在軒餐廳） | 康文署        |
| 6/F（六樓）            | 香港仔體育館（主場、壁球室（可用作多用途小活動室）、乒乓球室）                             | 康文署        |

### 香港仔街市及熟食中心
香港仔街市位於香港仔市政大廈內。街市和熟食中心總層數為4層，設有升降機及扶手電梯，地庫售賣魚類、濕貨、蔬果，地下售賣報紙，一樓售賣濕貨、乾貨、鮮肉、凍肉，二樓則是熟食中心，只在此層設有空氣調節系統。
街市的檔位總共有336個，檔位面積介乎1.93平方米至11.7平方米。
街市的開放時間是上午6時正至晚上8時正，而熟食中心小型food court，開放時間是上午6時正至翌日凌晨2時正。
根據消費者委員會的統計，香港仔街市於2010年多個月份均是全香港物價最貴的街市。工聯會於2011年的統計也有同樣結論。
配合2018年政府推行的「街市現代化計劃」，香港仔街市是首個計劃項目，於2021年11月1日關閉並展開大型翻新工程，為期14個月，耗資逾2.5億元。工程內容包括加裝空調系統、重整佈局、提升無障礙設施和翻新街市主外牆和增設一個安全衞生的活禽檔等，將舊報紙檔扶手電樓梯風扇改建升降機 重新更換全新扶手電梯移師位置
翻新後的街市共設有142個攤檔，部分攤檔於2023年4月26日開業，而2樓扶手梯大堂設有一個多用途空間用作推廣和節慶活動。經營海產乾貨舖的檔主表示翻新後的冷氣月費約2,500元，較之前增加，但可接受。而售賣童裝的租戶指環境沒有以前這麼焗促，衞生亦改善了，不過攤檔樓底不太高，希望可以加高，2023年5月19日立法會議員到臨出席開幕典禮。

### 零售
- 儀興豆腐（地下）
- 明記
- 鴻記素食（地下）
- 森甜工房
- 強記燒味
- 喜記雜貨
- 日昇食品
- 一二三
- 撈起café
- 優質鮮果店
- 芯意花店
- 一哥花膠
- 土多開倉
- 嘉美食品
- 步步為營
- 嘉鴻養生
- 老友記

- 綠在香港仔回收便利點（一樓閣樓）

- 農夫先生水果食品店搬遷珍寶商場地下
- 農夫先生新鮮優質食材搬遷湖南街地下
- 張記鮮果

### 食肆（二樓熟食中心）
- 福星廚房
- 80后茶檔
- 祥興咖啡
- 生記美食
- 祥記小廚
- 成記
- 樹蘭仔
- 真滋味菜館
- B妹記

### 藝人
- 秦啟維（ATV亞洲電視 香港有飯開訪問）
- 黃亞保
- 林靜莉（Cable TV 香港有線電視 一線搜查訪問）

### 香港仔公共圖書館
香港仔公共圖書館位於香港仔市政大廈三樓，面積約1,700平方米，公共圖書館有以下設施：
- 成人圖書館
- 兒童圖書館
- 兒童多媒體資料室
- 電腦資訊中心
- 互聯網/電子資源工作站
- 圖書館目錄終端機
- 多媒體資料圖書館
- 學生自修室

### 香港仔體育館
香港仔體育館位於大樓 5-6樓內，開放時間為每日上午7時至晚上11時，並在每月均會舉辦不同類型的康樂體育活動。體育館能夠提供：
- 一個可提供一個籃球場/一個排球場或四個羽毛球場的多用途主場
- 一個面積為62平方米的壁球室，並可改為乒乓球室或多用途活動室
- 一個面積為49平方米的乒乓球室
- 一個面積為165平方米的健身室
- 一個面積為155平方米的多用途活動室
- 一個面積為182平方米及一個面積為55平方米的舞蹈室
- 一個面積為130平方米的兒童遊戲室

體育館附設一個茶座，現由東華三院 自在軒營運。

## 外部連結
- 康文署：香港仔體育館 （页面存档备份，存于）
- 食環署：香港仔街市 （页面存档备份，存于）
- 香港公共圖書館：香港仔公共圖書館 （页面存档备份，存于）